# Найлз, Стив
Стив Найлз (англ. Steve Niles; род. 21 июня 1965) — американский писатель и сценарист комиксов, работающий в жанре ужасов. Ему приписывают видную роль в популяризации ужасов в комиксах — жанра, который, было, пришёл в упадок. Среди наиболее известных работ — 30 Days of Night (IDW Publishing) и Criminal Macabre (Dark Horse Comics). Также является автором сценария компьютерной игры F.E.A.R. 3.
Найлз вырос в Вашингтоне. Он работал в магазинах комиксов, в 1980—1990-х годах выступал в молодёжных панк-группах Gray Matter и Three. В юности Найл был большим поклонником телеведущего графа Гора де Воля (англ. Count Gore De Vol), выступающего в образе вампира. Работу в индустрии комиксов Найлз начал с создания собственной издательской компании Arcane Comix. Затем он написал несколько сценариев для работ, выходящих в FantaCo Enterprises в начале 1990-х. Найлз публиковал, редактировал и адаптировал антологии издательства Eclipse Comics, а также работал на Disney и Todd McFarlane Productions.